# Desmond Noel
Desmond Noel (ur. 28 listopada 1974) – piłkarz grenadyjski grający na pozycji bramkarza. Jest wychowankiem klubu Anchor Queen's Park Rangers.

## Kariera klubowa
Karierę piłkarską Noel rozpoczął w klubie Anchor Queen's Park Rangers. W jego barwach zadebiutował w pierwszej lidze grenadyjskiej i od czasu debiutu jest jego podstawowym bramkarzem. W 2002 roku wywalczył z nim mistrzostwo Grenady.

## Kariera reprezentacyjna
W reprezentacji Grenady Noel zadebiutował w 2002 roku. W 2009 roku zagrał w 2 meczach Złotego Pucharu CONCACAF: ze Stanami Zjednoczonymi (0:4) i z Haiti (0:2). W 2011 roku został powołany do kadry na Złoty Puchar CONCACAF 2011.